# افرا
أفرا هي قبيلة أمازيغية مصمودية قديمة بالمغرب , تقع في قلب جبال الاطلس الكبير الغربي ( أدرار ن درن ) , تتبع إداريا لجماعة أوناين , قيادة تافنكولت , دائرة أولاد برحيل , إقليم تارودانت , جهة سوس ماسة . تحدها شمالا قبيلة كندافة ( بالضبط جماعة اجوكاك) وشرقا قبيلة تفنوت ( جماعة إكيدي ) , وجنوبا وغربا قبيلة أوناين .